# MiLibris
miLibris est une entreprise française basée à Paris, fondée le 24 mars 2009, qui agit dans le domaine de l’édition numérique. 

## Histoire
Fondée en 2009 par Guillaume Monteux, miLibris développe des solutions technologiques SaaS de transformation, de monétisation et de distribution numérique de contenus et éditions. 
miLibris propose des offres aux éditeurs de presse, aux éditeurs de contenus et à des distributeurs d'offres de presse digitale. 
L’entreprise est depuis 2013 leader sur le marché français en travaillant pour 80 % de la presse française (Les Échos, L'Équipe, Prisma Media, etc.).
miLibris était l'opérateur pour Orange (entreprise) jusqu'en juin 2015 et l'opérateur de SFR jusqu'en mai 2020.
Depuis 2014, miLibris est aussi présent à l'international dans une dizaine de pays en s’occupant notamment du New York Daily News, de La Vanguardia et de nombreux titres Canadiens.
En 2016, en collaboration avec le ministère de l'Éducation nationale et différents organes de presse, miLibris lance la plateforme lirelactu.fr qui propose un ensemble de journaux et magazines gratuitement à tous les collèges et les lycées.
En 2017, miLibris a ouvert une filiale à Montréal, miLibris Solutions.
En août 2017, miLibris a été cédée par ses fondateurs et son actionnaire institutionnel à Altice.
En mai 2020, miLibris a été cédé par Altice au groupe Cafeyn.
En 2022, lancement des nouvelles liseuses miLibris[source secondaire souhaitée].